# Duets II
Duets II je album amerického zpěváka Tonyho Bennetta, které bylo vydáno roku 2011. Jedná se o Sequel k albu Duets: An American Classic z roku 2006.

## Komerční úspěch
Album debutovalo na 1. místě americké hudební chart Billboart 200 a stalo se tak jeho prvním, kterému se tak povedlo. Tímto se Bennet stal nejstarším umělcem, který debutoval na prvním místě této hitparády.
Album získalo Cenu Grammy za Best Traditional Pop Vocal Album (česky Nejlepší tradiční pop vokálové album). Píseň Body and Soul z tohoto alba, které nazpíval s Amy Winehouse získala Grammy za Best Duo or Group Performance (česky Nejlepší vystoupení dua nebo skupiny).

## Seznam písní
| Pořadí | Název                                       | Feat.               |
| ------ | ------------------------------------------- | ------------------- |
| 1.     | The Lady is a Tramp                         | Lady Gaga           |
| 2.     | One for my Baby (and One More for the Road) | John Mayer          |
| 3.     | Body and Soul                               | Amy Winehouse       |
| 4.     | Don't Get Around Much Anymore               | Michael Bublé       |
| 5.     | Blue Velvet                                 | k.d. lang           |
| 6.     | How Do You Keep the Music Playing           | Aretha Franklinová  |
| 7.     | The Girl I Love                             | Sheryl Crow         |
| 8.     | On the Sunny Side of the Street             | Willie Nelson       |
| 9.     | Who Can Turn To (When Nobody Needs Me)      | Queen Latifah       |
| 10.    | Speak Low                                   | Norah Jones         |
| 11.    | This Is All I Ask                           | Josh Groban         |
| 12.    | Watch What Happens                          | Natalie Coleová     |
| 13.    | Stranger Paradise                           | Andrea Bocelli      |
| 14.    | The Way You Look Tonight                    | Faith Hill          |
| 15.    | Yesterday I Heard the Rain                  | Alejandro Sanz      |
| 16.    | It Had to Be You                            | Carrie Underwoodová |
| 17.    | When Do the Bells Ring for Me               | Mariah Carey        |